# Jared Borgetti
Jared Francisco Borgetti Echeverría, född 14 augusti 1973 i Culiacan i Sinaloa, är en mexikansk före detta fotbollsspelare.
Den 6 mars 1994 gjorde han sin debut med CF Atlas i den mexikanska ligan. Efter två säsonger i klubben gick Borgetti till Santos Laguna där han blev kvar i sju år och blev skyttekung i klubben. 2004 återgick han till hemklubben Dorados de Sinaloa och efter ett år i klubben bytte han klubb igen, nu till CF Pachuca där han återigen gjorde många mål.
Efter succén i FIFA Confederations Cup 2005 i Tyskland blev Borgetti som den första mexikanen någonsin proffs i Premier League då han skrev på för Bolton. Den officiella debuten för den nya klubben blev i 2-0-segern mot Newcastle United den 24 augusti 2005 och torsdagen den 15 september 2005 i UEFA-cupen gjorde Borgetti sitt första mål för klubben mot Lokomotiv Plovdiv, i segermatchen som slutade 2-1. 
Borgetti debuterade i Mexikos landslag den 5 februari 1997 mot Ecuador. Han tog dock inte en fast plats i landslaget förrän i kvalet till VM 2002, då han bevisade sitt värde för landslaget. I Fotbolls-VM 2002 imponerade Mexiko i gruppspelet, men blev utslagna av USA i åttondelsfinal. I FIFA Confederations Cup 2005 var Borgetti en av turneringens bästa spelare och vann turneringens skytteliga, bland annat avgjorde han Mexikos 1-0-seger mot Brasilien. Mexiko slutade på fjärde plats i turneringen. Borgetti är mexikanska landslaget meste målskytt genom tiderna.
Borgetti används ofta som en target player och har sin absoluta styrka i huvudspelet. Hans smeknamn är El Zorro del Desierto.